# Psilocurus pallustris
Psilocurus pallustris är en tvåvingeart som beskrevs av Hull 1961. Psilocurus pallustris ingår i släktet Psilocurus och familjen rovflugor.
Artens utbredningsområde är Mississippi. Inga underarter finns listade i Catalogue of Life.